# Skandia (skib fra 1866)
S/S Skandia var det første skib bygget til rederiet A/S Dampskibsselskabet paa Bornholm af 1866.
Skandia blev bygget på skibsværftet Burmeister & Wain og søsat i 1866. Den 3. november samme år blev skibet taget i brug.
Om sommeren sejlede det to gang om ugen fra Rønne til København, mens skibet i perioden oktober til marts slet ikke sejlede da Skandia ikke var forsikret mod skader. I 1879 blev skibet ombygget på Burmeister & Wain værftet.
Til og med december 1898 sejlede skibet for Dampskibsselskabet paa Bornholm af 1866, hvorefter et rederi i Göteborg i Sverige købte det for 28.000,- DKK. I 1907 blev skibet ophugget i København.